# Klaus Wöller
Klaus Wöller, född den 23 april 1956 i Hannover, Tyskland, död 14 december 2024, var en tysk handbollsspelare.
Han tog OS-silver i herrarnas turnering i samband med de olympiska handbollstävlingarna 1984 i Los Angeles.